# パチスロうる星やつら
『パチスロうる星やつら』（パチスロうるせいやつら）は、高橋留美子の漫画『うる星やつら』をモチーフにした5号機。2007年5月より導入開始。製造はサミー、販売は銀座。規定最大値となる純増448枚のHYPER-BIG搭載。保通協における型式名は「ウルセイヤツラS」。販売台数は2007年6月末時点で約26,000台。ラム以外の声優陣は声色を似せているものの、オリジナルキャストとは別人が演じている（キャスティングは現在まで出ている3作、主に81プロデュースの声優が担当している）。

## 概要
- ボーナスゲームはハイパービッグボーナス（同絵柄3つ揃い）3種類、ビッグボーナス（右リールのみ別絵柄）3種類、レギュラーボーナス（中リールのみ別絵柄）3種類。
- ハイパービッグでは、ボーナス1回でのコインの純増枚数が5号機最大の448枚（5号機の規定上、1回のビッグボーナスで（15-1）×（480/15）=448枚を超える純増枚数を獲得することは不可能）。
- ハイパービッグは1枚掛けで465枚（純増約448枚）、ビッグは2枚掛けで390枚（純増約351枚）を超える払い出し枚数で終了となる。
- レギュラーは2枚掛けで12ゲームまたは8回の入賞（純増約104枚）で終了となる。
- 小役はベル（3枚掛け：10枚、2枚掛け：15枚）、チェリー（3枚掛け：2枚（上・下段停止により実質4枚）、2枚掛け：15枚）、スイカ（3枚掛け：5枚、2枚掛け：15枚）、ラム・赤7・青7揃い（3枚掛け：1枚、2枚掛け：15枚）、赤7・テン・ラム揃い（3枚掛け：1枚、2枚掛け：15枚）、スイカ・ベル・ベル揃い（2枚掛けのみ：15枚）、リプレイ・ベル・ベル揃い（2枚掛けのみ：15枚）。リプレイは1種類のみ。
- 小役の重複当選は2種類の1枚役とチェリー、スイカに設定されており、そのうちスイカによる重複当選は赤7もしくはラム絵柄揃いのハイパービッグのみ。なお、1枚役を取りこぼした時に出現するチャンス目（リプレイ・リプレイ・チェリーが揃う）は後述のガールハントタイムの契機役ともなっている。1枚役を入賞させた場合はガールハントタイムは1ゲームのみで終了する。

## 演出

### 通常時
あたるとラムが校舎の廊下と外を二人で歩く場面。校舎内では教室のドアを開けると小役演出。外の場面では登場人物と出会うと小役演出。その際にアニメのどたばた劇が再現される。いろいろなキャラクターともすれ違う。
- 錯乱坊と出会ったとき「揚豚（カツ）」と言って「ちゅどーん！」
- あたるが「あつい」「激熱」と言う

と連続演出に発展する期待度が上がる。
中リールを第1に停止させると、特定演出以外の場合、成立した小役を示唆する様々なミニキャラが画面右に出現する。この際、第3停止時に効果音と共にミニキャラが別の絵柄に変化した場合、ボーナス確定となる（ボーナス成立時におけるミニキャラ出現の1/2の確率で変化するため、変化しなくてもボーナス否定とはならない）。登場するミニキャラは30種類。

### ガールハントタイム
通常ゲーム中に1枚役に当選すると1～10ゲームの「ガールハントタイム」に突入する（連続演出中に当選した場合は突入しない）。この際、1枚役こぼし目であるリプレイ・リプレイ・チェリー揃いのチャンス目が出現すると、10ゲームのRTに突入する。1枚役を揃えてしまった場合は「ガールハントタイム」には突入するがRTにはならない（ラム・赤7・青7を下段で揃えた場合のみ、上段にチャンス目が出現する。また、第1停止で左リール上段に1枚役の赤7を引き込んだ場合は残りのリールで1枚役をこぼせばチャンス目が出現するが、それ以外の箇所で1枚役を引き込んでしまった場合は残りのリールで1枚役をこぼしてもチャンス目は出現しない）。また、チャンス目出現・非出現にかかわらず、ボーナスに重複当選していた場合はリプレイの抽選確率が上がるのでその場合のガールハントタイムはボーナス突入まで続くRTとなる。なお、RT中に再びチャンス目を引いても、RTも演出もゲーム数の上書きはされない。
あたるが逃げるのをラムが空中から追いかける。演出中に予兆音を伴い発生するカットイン（弁天・レイ・おユキなど）によってボーナス当選の信頼度を演出。[レイ]<[弁天]<[おユキ]出現の順に信頼度が上がる（弁天＋おユキ同時登場でボーナス確定）。ガールハントタイム終了後は後述の連続演出に入る。9～10ゲーム経過せずに対戦演出に突入した場合、または10ゲーム経過後に対戦演出に突入した場合はボーナスが成立している。
通常時にチャンス目が停止し直後に演出に突入した場合は、ほとんどの場合ボーナスが成立している（極まれにハズレ時にも起こりえる）。
なお、RTとはいえ期待獲得枚数はマイナスであるため、連続演出を待たず速やかにボーナス図柄を狙う方が有利である。また、チャンス目（1枚役）を経ずに突入した場合はボーナス確定である。特に、スイカ成立と同時に突入すればハイパービッグ確定となる。

### 連続演出
原作の名シーンを再現した連続演出が6種類。
- 「君さりし後」（ハイパービッグ確定）
- 「君待てども…」（2プレイ目に喫茶店に入って来たのがラムだと確定）
  - この演出に入った時点で高確率でボーナス成立に期待できる。待ち時間が長いほどチャンス　1分＜15分＜1時間（激アツ）
- 「かけめぐる青春」（ラムの角を掴むと確定、復活あり）
  - 背景に幟が立っているとハイチャンス、幟が虎柄ならよりハイチャンス。観衆に弁天やランたちが混じっていると確定。あたるが1ゲーム目にラムのブラを取れば確定。
- 「買い食い大戦争」（教師を破ると確定、復活あり）
  - 追いかけるのが花和先生だと信頼度が上がる。2ゲーム目の店名がコトブキなら期待度大。
- 「あたるvs面堂」（面堂を破ると確定、復活あり）
- 「ラムvsラン」（ランを破ると確定、復活あり）おユキカットインは激アツ。

### ボーナスゲーム
- ハイパービッグ中のみオリジナルムービーが流れる。使われる曲もパチスロオリジナルである。オリジナルソングは「Be With You」、「友引パラダイス」、「うる星NIGHT（またはURUSEI NIGHT）」の3曲。「Be With You」については作曲者・歌手共に非公開となっており、携帯電話の着信メロディ用にダウンロードできるほかはメディア化はされていない（「パチスロうる星やつら3」のオリジナルサウンドトラックに「Be With You」が収録されたものの、編曲と歌手が異なっている。また「うる星NIGHT（またはURUSEI NIGHT）」も基本のメロディと一部の歌詞を継承した「流星 NIGHT」が新曲として発表された）。
- ビッグボーナス中にミニゲーム（主人公諸星あたるをぶっ飛ばす）が発生し、登場キャラクターに対応した小役を左リール中段に目押しに成功すると、飛距離が伸びて高得点が得られる。その際に99点が多発すると高設定に期待できる。
- レギュラーボーナス中は各主要キャラクターの紹介が行われる。